# Tiveds socken
Tiveds socken i Västergötland ingick i Vadsbo härad, ingår sedan 1971 i Laxå kommun och motsvarar från 2016 Tiveds distrikt.
Socknens areal är 148,99 kvadratkilometer varav 119,40 land. År 2000 fanns här 303 invånare.  Kyrkbyn Sannerud med sockenkyrkan Tiveds kyrka ligger i socknen.

## Administrativ historik
Socknen bildades 1842 genom en utbrytning ur Undenäs socken.  
Vid kommunreformen 1862 övergick socknens ansvar för de kyrkliga frågorna till Tiveds församling och för de borgerliga frågorna bildades Tiveds landskommun. Landskommunen uppgick 1952 i Tivedens landskommun som 1967 uppgick i Laxå köping som 1971 ombildades till Laxå kommun. 1967 övergick sockenområdet till Örebro län Församlingen uppgick 2006 i Finnerödja-Tiveds församling. 2014 överfördes församlingen från Skara stift till Strängnäs stift.
1 januari 2016 inrättades distriktet Tived, med samma omfattning som församlingen hade 1999/2000.
Socknen har tillhört län, fögderier, tingslag och domsagor enligt vad som beskrivs i artikeln Vadsbo härad.

## Geografi
Tiveds socken ligger sydväst om Askersund med sjön Unden i väster och ligger på Tiveden. Socknen är en kuperad skogsbygd med småsjöar och myrmarker och odlingsbygd vid sjön Unden. 
Större delen av Tivedens nationalpark ligger inom sockenområdet.

## Fornlämningar
Stensättningsliknande anläggningar är funna.

## Namnet
Namnet skrevs 1874 Tived och kommer från skogen Tiveden. Tiveden har efterleden vidher, skog och kan möjligen ha förleden Tiva, 'gudarnas'. Även Tvivider, 'den tudelade skogen' är en tänkbar tolkning.
Namnet gavs efter den stora skogen Tiveden, i vilken den var belägen.

## Befolkningsutveckling
| Befolkningsutvecklingen i Tiveds socken 1850–1990                                                       | Befolkningsutvecklingen i Tiveds socken 1850–1990 | Befolkningsutvecklingen i Tiveds socken 1850–1990 | Befolkningsutvecklingen i Tiveds socken 1850–1990 | Befolkningsutvecklingen i Tiveds socken 1850–1990 |
| --- | ------------------------------------------------- | ------------------------------------------------- | ------------------------------------------------- | ------------------------------------------------- |
| |                                                   |                                                   |                                                   |                                                   |
| År |                                                   |                                                   | Folkmängd                                         |                                                   |
| 1850 | 1850                                              |                                                   | 1 182                                             |                                                   |
| 1860 | 1860                                              |                                                   | 1 461                                             |                                                   |
| 1870 | 1870                                              |                                                   | 1 552                                             |                                                   |
| 1880 | 1880                                              |                                                   | 1 510                                             |                                                   |
| 1890 | 1890                                              |                                                   | 1 419                                             |                                                   |
| 1900 | 1900                                              |                                                   | 1 336                                             |                                                   |
| 1910 | 1910                                              |                                                   | 1 121                                             |                                                   |
| 1920 | 1920                                              |                                                   | 998                                               |                                                   |
| 1930 | 1930                                              |                                                   | 949                                               |                                                   |
| 1940 | 1940                                              |                                                   | 828                                               |                                                   |
| 1950 | 1950                                              |                                                   | 683                                               |                                                   |
| 1960 | 1960                                              |                                                   | 564                                               |                                                   |
| 1970 | 1970                                              |                                                   | 384                                               |                                                   |
| 1980 | 1980                                              |                                                   | 384                                               |                                                   |
| 1990 | 1990                                              |                                                   | 380                                               |                                                   |
| Anm: Källor: Umeå universitet - Tabellverket 1749-1859, Demografiska databasen, CEDAR, Umeå universitet |                                                   |                                                   |                                                   |                                                   |